# 沈埋トンネル
沈埋トンネル（ちんまいトンネル）とは、予め海底や川底などに溝（トレンチ）を掘っておき、そこにトンネルエレメント（沈埋函）を沈めて土をかぶせる、沈埋工法（ちんまいこうほう）で作られたトンネルである。水底トンネルの一種である。

## 工法

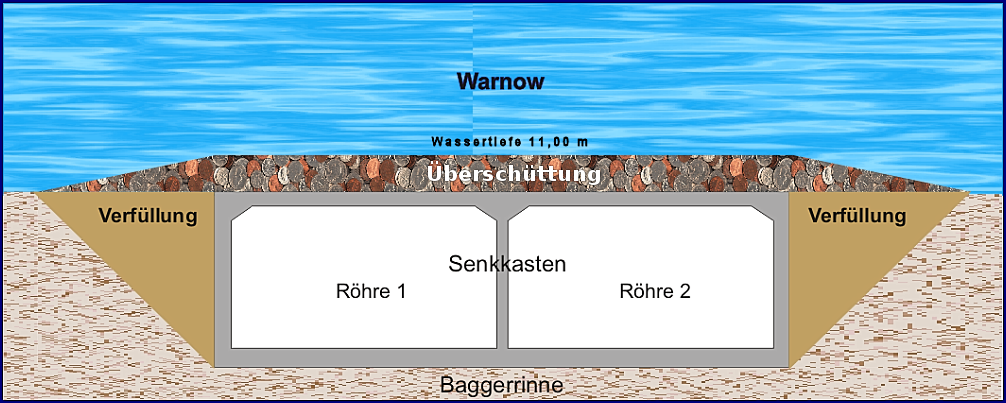
沈埋トンネルの断面図。

トンネルエレメント（トンネル構造体・沈埋函（ちんまいかん））は一定の長さで製作したトンネルの一部である。
1. トンネルエレメント製作 - トンネルエレメント（エレメント）をドライドックまたは造船所で築造する[1]。
2. 基礎工事 - 水底のエレメントを設置する位置に、浚渫船を利用して底が平らな溝（トレンチ）を掘り、エレメントを沈設する部分を作る[1]。
3. 曳航 - エレメントの両端をバルクヘッド（仮隔壁・止水壁の役割）で閉塞して浮上させた後、船舶で目的の位置まで曳航する。
4. 沈設・埋め戻し - アンカーワイヤーで位置の調整をしながら、所定の位置でエレメント内のバラスト（水または砂利など）を使用して沈め、水底に予め掘った溝（トレンチ）にエレメントを沈設する[1]。
5. 内部構築 - 内部の仕切り壁などを構築し、トンネルとして機能するようにしてゆく[1]。
6. 完成 - エレメントの側部と上部を埋め戻すことによって、エレメントを安定させれば完成する[1]。

## 歴史
沈埋工法のアイデアは、1876年にジョーン・トラゥトワインが工法の特許を取得したことが記録に残されている。1885年にオーストラリア・シドニー湾で、380 mの水道管函体を海底に敷き並べて施工したものが世界最初と言われている。現在の沈埋工法と呼ばれるような本格的なものは、1894年にアメリカ・ボストン港で施工した下水管トンネルである。鉄道用としては、1910年にアメリカ・デトロイト川をくぐるミシガン・セントラル鉄道トンネルが最初のものである。
海外ではアメリカ、オランダなどで鉄道、道路、上水道、下水道などのトンネルとして幅広く採用されている。
日本国内では1935年（昭和10年）に計画され、1944年（昭和19年）に完成した安治川トンネルが最初である。戦後では1963年（昭和38年）に首都高速羽田線羽田トンネルに採用されたことで、大きく知られるようになった。
日本国内では約30件ほどの施工例を有する。

## 特色

### 利点
沈埋トンネルは、海底や川底などにトンネルを作る際に、開削トンネルやシールドトンネルと比べて、浅い位置にトンネルを作ることができる。浅い分だけ、トンネルへの勾配も少なくなるので、建設費が高額なトンネル部分の長さを短くすることが可能である。
トンネルエレメントは地上で建造されるため、高品質な躯体を製造することができるほか、沈埋トンネル自体に浮力が働くため、見かけの重量を軽くすることができ、海底が軟弱な地盤でも特別な基礎工事が不要となる。沈埋トンネル工法は、一種のプレハブ工法ともいえる。

### 欠点
沈埋トンネルを作成するための沈埋工法は、特に水底に溝を掘る工事の際に、海や川に少なからぬ影響が出ることがある。

## エレメント構造

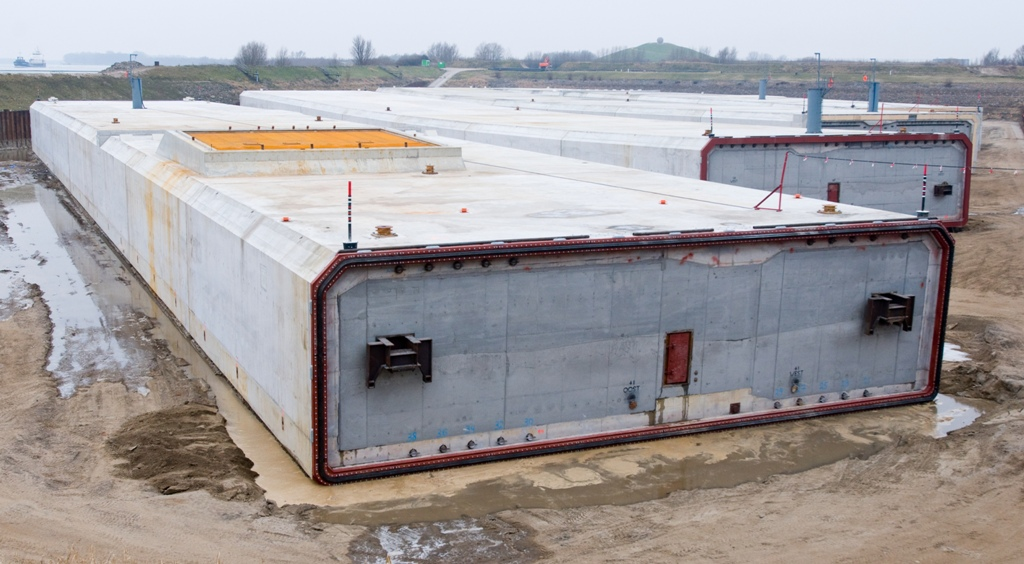
沈埋トンネルに用いるエレメント。沈埋函とも呼ばれる。

造船所内で鋼鉄製の鋼殻を基礎枠として、コンクリートを打設しながら構築する「鋼殻方式」とドライドック内でコンクリート製の函体を構築する「ドライドック方式」に大別される。前者はアメリカ、後者はヨーロッパを中心に発達してきたものである。
エレメントの長さは道路用、鉄道用で100 m前後のものが多い。特にドライドック方式は大きさの制限が少なく、大断面のものを造ることができる。
- 鋼殻構造 - 鉄筋コンクリート（円形または長方形断面）[6]
- コンクリート構造 - 鉄筋コンクリートまたはプレストレスト・コンクリート（長方形断面）
- 鋼・コンクリート合成構造 - サンドイッチ構造またはオープンサンドイッチ構造
- プレキャストセグメント構造 - 鉄筋コンクリートまたはプレストレスト・コンクリート
  - セグメント構造は分割されたセグメントブロックを組み立てて、沈埋函を造るものである[7]。日本国内で採用例はない[7]

鋼殻方式では造船所で鋼殻のみを築造し、沈埋場所近くの艤装ヤードまで曳航後、内部コンクリートを打設することが一般的である。

### 基礎方式
- 直接基礎
  - スクリード方式 - 砕石スクリード工法 - 沈設面に砕石を投入して基礎を敷き均（なら）し、沈埋函を支持するものである[9][10]。
  - 仮支持方式 - 砂吹込み工法 - 沈設面に仮支持台を設置し、沈埋函を沈設後に函底部と海底の空隙に、砂利と水を一緒に注入しながら同時に海水を吸引して、空隙を埋めるものである[9][10]。
  - 仮支持方式 -  モルタル注入方式 - 沈設面に仮支持台を設置し、沈埋函を沈設後に函底部へ設置したナイロン袋にモルタルを注入する（袋詰モルタル工法）、または沈埋函内側から底面に開けた注入口よりモルタルを注入して空隙を埋めるものである（モルタル注入工法）[9][10]。
- 杭基礎- 海底または河底に鋼管杭を打ち込んで、沈埋函を支持する[9]。

### 沈設方式
プレーシングバージ（双胴船形の沈設作業船）方式、タワーポンツーン方式、昇降式水上足場方式などがある。

## 主な沈埋トンネル

### 日本国内
道路トンネル
- 安治川トンネル - 1944年完成。
- 衣浦海底トンネル - 1973年完成。
- 首都高速羽田線
  - 羽田トンネル - 1964年完成。
- 首都高速湾岸線
  - 東京港トンネル - 1976年完成。

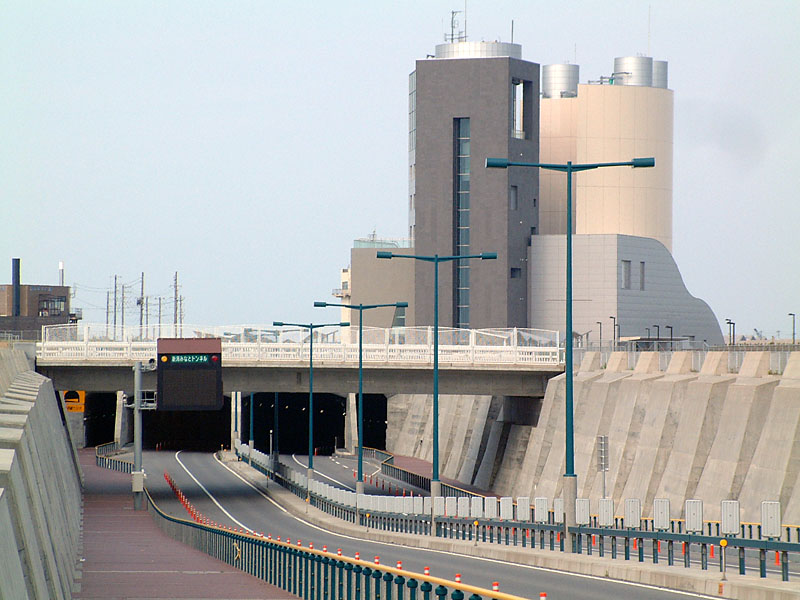
新潟みなとトンネルの入口と換気塔。2005年完成。

  - 多摩川トンネル・川崎航路トンネル - 1994年完成。
- 扇島連絡海底トンネル - 1974年完成。JFEスチール東日本製鉄所内から東扇島に至るトンネル。日本鋼管→JFEエンジニアリング専用・関係者以外通行禁止。
- 第二航路トンネル - 1986年頃に限定供用が開始され、2002年に一般供用が開始された。
- 川崎港海底トンネル - 1979年に限定供用が開始され、1992年に一般供用が開始された。
- 神戸港港島トンネル - 1999年完成。
- 東京港臨海道路臨海トンネル - 2002年完成。
- 新潟みなとトンネル - 2002年に暫定供用が開始され、2005年に全面供用が開始された。
- 那覇うみそらトンネル - 2011年に一般供用が開始された。
- 新若戸道路海底トンネル- 2012年に一般供用が開始された。

道路・鉄道併用トンネル
- 大阪港咲洲トンネル - 1997年完成。
道路と鉄道（Osaka Metro中央線）が一体構造になっている。
- 夢咲トンネル - 2009年完成。
道路と鉄道（準備工事のみとしていたが2025年開業）が一体構造になっている。

鉄道トンネル
- 東京モノレール羽田空港線海老取川トンネル（首都高速羽田トンネルと隣接） - 1964年完成
- Osaka Metro堺筋線の堂島川・土佐堀川・道頓堀川の沈埋トンネル - 1969年完成。
- 東京外環状線（京葉線貨物線）として建設
  - 東海道貨物線として開業。羽田トンネル（多摩川横断部、京浜運河横断部） - 1973年完成。
  - 東京臨海高速鉄道りんかい線として開業。台場トンネル（東京港横断部） - 1990年完成。
- 都営地下鉄新宿線隅田川河底トンネル（浜町駅 - 森下駅間） - 1978年完成。

その他
- 中部電力（現・JERA）渥美火力発電所1号機・2号機冷却水の取水路トンネル - 1970年完成。
- 洞海湾トンネル - 1972年完成。
  - 三井鉱山コークス北九州事業所（若松区響灘埋立地）から洞海湾を挟んだ対岸の新日本製鉄戸畑製造所（当時）へ鉱石（コークス）を運搬するベルトコンベヤトンネル
- 洞海湾トンネル - 1977年完成。
  - 西部ガス北九州工場（若松区響灘埋立地、2015年3月31日廃止）の新設に伴い、洞海湾を挟んだ小倉供給所、八幡供給所へ都市ガスを供給するガス管トンネル[13]。
- 京浜南運河トンネル - 1981年完成。使命を終えたことから、1996年時点で撤去予定とされていた[14]
  - 東京都港湾局・羽田沖廃棄物処理場（羽田空港埋立地）へ残土を運搬するベルトコンベヤトンネル[15][16]。

### 海外
海外では100以上の実績がある
- ミシガン・セントラル鉄道トンネル - 1910年完成。
- マルマライトンネル（マルマライ） - 2013年完成。